# 喜多村久孝
喜多村 久孝（きたむら ひさたか）は、江戸時代後期の弘前藩士。

## 生涯
津軽信順の児小姓より、父・喜多村久盛の家督1200石を継いで、大寄合になった。祖先の北村久左衛門を殺害した村山七左衛門の弟の子孫・毛内有右衛門が七左衛門を名乗ることを申し出ると、すかさず久左衛門を名乗ることを申し出た。藩主・信順は双方の願いを聞き入れ、許可した。文政7年（1824年）から万延元年（1861年）にかけて稽古館第13代惣司を務めた。
慶応4年（1868年）の庄内討伐（秋田戦争）、明治2年の松前征討にも参加した。6月には参政次席となり、明治4年10月下相野村に土着した。